# A Treatise on Poetry
A Treatise on Poetry (tiếng Ba Lan: Traktat poetycki, tiếng Việt: Một chuyên luận về thơ) là bài thơ dài bằng tiếng Ba Lan của nhà thơ đoạt giải Nobel Czesław Miłosz về văn học, thơ ca và lịch sử Ba Lan từ 1900 đến 1949. Được viết vào năm 1955 và 1956, nó được xuất bản lần đầu dưới dạng sách vào năm 1957 và đã giành giải thưởng văn học năm đó từ Kultura. Tác phẩm được coi là một trong những tác phẩm vĩ đại nhất của Miłosz.

## Nội dung
A Treatise on Poetry kể về lịch sử của Ba Lan, đặc biệt là thơ Ba Lan, trong nửa đầu thế kỷ 20. Nó được chia thành bốn canto, với một bài thơ giới thiệu ngắn:
1. "Piękne czasy" ("Thời đại tươi đẹp") - đời sống văn học ở Krakow 1900-1914
2. "Stolica" ("Thủ đô") - chính trị và thơ ca tại Warsaw 1918-31 tháng 8 năm 1939, kết thúc đêm trước cuộc xâm lược Ba Lan của Đức
3. "Duch dziejów" ("Tinh thần lịch sử") - Warsaw 1939-1945, và các nhà thơ bị giết trong cuộc nổi dậy ở Warsaw
4. "Natura" ("Thiên nhiên") - Pennsylvania 1948-1949, với một nhà thơ phản ánh về lịch sử được mô tả trong ba phần đầu tiên.

## Xuất bản
Phiên bản gốc của Ba Lan được viết từ năm 1955 đến 1956 và được xuất bản thành một cuốn sách vào năm 1957 tại Pháp bởi Instytut Literacki.
Vì hình thức và chủ đề cụ thể về văn hóa của nó, Miłosz đôi khi người ta tin rằng nó không thể được dịch sang tiếng Anh. Tuy nhiên, cùng với Robert Hass, Miłosz đã tạo ra một bản dịch tiếng Anh vào năm 2001, với các ghi chú mở rộng và lời nói đầu mới. Nó đã được dịch sang nhiều ngôn ngữ:
- Miłosz, Czesław (1982). Поэтический трактат (bằng tiếng Nga). Ann Arbur: Ardis.
- Miłosz, Czesław (1996). Traktáty a přednášky ve verších (bằng tiếng Séc). Olomouc: Votobia. ISBN 9788071981466.
- Miłosz, Czesław (2001). A Treatise on Poetry (bằng tiếng Anh). New York: Ecco Press. ISBN 978-0-06-018524-4.
- Miłosz, Czesław (2016). Traktater på vers (bằng tiếng Thụy Điển). H:ström Text & Kultur. ISBN 9789173272247.

## Tiếp nhận
Treatise đã được coi là một trong những thành tựu lớn nhất của Miłosz. Viết cho Tạp chí New York về Sách, Helen Vendler đã mô tả Treatise là một trong số ít những bài thơ "mạnh mẽ đến mức nó phá vỡ các giới hạn trong đó nó được viết trong giới hạn của ngôn ngữ, địa lý, thời đại", viết rằng "để đi vào dòng chảy của bài thơ này là để xuôi dòng lịch sử về một dòng ngôn ngữ hùng hồn và đam mê, lần lượt là triết học, châm biếm, dịu dàng, giận dữ, mỉa mai, gợi cảm, và trên hết là sự tao nhã".
Trong The Guardian, Charles Bainbridge đã trình bày phần thứ ba, Warsaw 1939-1945, là "một trong những tác phẩm đáng chú ý và cảm động nhất của Milosz. Đầy hình ảnh và lý lẽ hấp dẫn". Các đánh giá khác bằng tiếng Anh đã mô tả chuyên luận là "hấp dẫn, sâu sắc và đẹp đẽ".
Trên phiên bản gốc, Treatise đã giành giải thưởng văn học Kultura hàng năm.
Miłosz đã giành giải thưởng Nobel về văn học năm 1980 cho các tác phẩm văn học của mình.
Năm 2001, Miłosz, người hài lòng với sự đánh giá mới của Treatise sau bản dịch tiếng Anh, cho biết. "Thật vinh dự khi thấy bài thơ của tôi dường như không bị cũ.... Tôi tự hào vì đã viết một bài thơ liên quan đến các vấn đề lịch sử, chính trị và thẩm mỹ. " 